# فلوت بومی‌های آمریکا
فلوت بومی‌های آمریکا (به انگلیسی: Native American flute) یک نوع فلوت است که توسط یک نفر نواخته می‌شود. صدای این نوع فلوت در مکان‌های بسته و نیمه‌باز برابر ارتعاش بسیار زیاد می‌شود. فلوت بومیان آمریکایی در اندازه‌های مختلف ساخته می‌شود.
این فلوت در سال ۲۰۱۱ میلادی در نظام رده‌بندی هورن بوستل-زاکس ثبت شد. بعدها نیز در سازمان میراث جهانی به نام ایالات متحدهٔ آمریکا ثبت نام شد.
این فلوت توسط بسیاری از رؤسای سرخ‌پوست آمریکایی ساخته و استفاده می‌شود و از آن در انواع مراسم‌ها، مانند مراسم دینی و جشن‌ها، استفاده می‌شود.